# Extant
Extant är en amerikansk science fiction-TV-serie, som började sändas i USA på tv-kanalen CBS den 9 juli 2014. Seriens historia rör sig runt astronauten Molly Woods, spelad av Halle Berry, som återvänder hem till sin familj efter ett 13 månader långt solouppdrag i rymden ovetande gravid.
Serien visades på TV4 i Sverige. Oktober 2015 blev Extant nedlagd av CBS efter två säsonger.